# Gabrielle Union
Gabrielle Monique Union (Omaha, Nebraska; 29 de octubre de 1972) es una actriz, cantante y modelo estadounidense. Entre sus papeles notables está el de Isis junto a Kirsten Dunst en la película Bring It On. Union también ha compartido cartel con Will Smith y Martin Lawrence en la película Bad Boys II, con Eddie Murphy en la película Pluto Nash y Meet Dave, ha interpretado el papel de la Dra. Courtney Ellis en la serie dramática de la CBS City of Angels. Además, trabajó junto a LL Cool J y Meagan Good en Deliver Us from Eva, estrenada en 2003. Gabrielle ha formado parte del jurado del famoso concurso televisivo, America´s Got Talent  durante la temporada 14.
También ha sido una abierta defensora de cuestiones relacionadas con la salud de las mujeres, la igualdad LGBTQ+ y la violencia contra las mujeres, y recibió el Premio del Presidente de los NAACP Image Awards, junto con su esposo Dwyane Wade por sus esfuerzos humanitarios. Union fue incluida en la lista de Time. de las 100 personas más influyentes del mundo en 2020

## Biografía

### Primeros años
Union nació en Omaha, Nebraska, del matrimonio entre Theresa y Sylvester Union. Es afroamericana y fue criada como cristiana católica
En 1992, a la edad de 19 años, Union fue atacada, golpeada y violada en su trabajo de jornada reducida en una tienda de zapatos. Su atacante más tarde se entregó y fue condenado a 33 años de prisión. Se ha convertido desde entonces en una defensora para las víctimas de ataques sexuales.
Gabrielle Union originalmente quería convertirse en médico. Asistió a la Universidad de Nebraska, antes de pasar a Cuesta College. Finalmente se trasladó a la UCLA y se graduó en Sociología; estudiando allí, ingresó en una agencia de modelos para ganar créditos extra académicos. La agencia le pidió que firmara con ellos como nueva modelo. Necesitaba el dinero para pagar algunos préstamos de colegio y deudas, entonces finalmente consintió en convertirse en modelo.

### Carrera
Union comenzó su carrera de actriz interpretando papeles menores en películas para adolescentes como 10 Cosas que Odio Sobre Tí y Amor y Baloncesto. En 1997, apareció en un episodio de la sexta temporada de Star Trek: Deep Space Nine como la Klingon N'Garen. También apareció en Sister, Sister, como Vanessa; en Smart Guy, como Denise; y en cinco episodios de la serie 7th Heaven como Keesha Hamilton. En 2000, Union consiguió el papel de Isis en la película de animadoras Bring it On junto a Kirsten Dunst. Este último filme le echó una mano y comenzó a ganar más exposición. Llevó a Union a ser elegida para el drama de televisión de CBS City of Angels como la doctora Courtney Ellis.
Union fue elegida en su primer papel principal en la película Deliver Us From Eva con el cantante de rap LL Cool J en 2003. Esta fue su segunda película trabajando con él desde que hizo un cameo en su video "Paradise" en 2002. La película recibió revisiones justas de los críticos y esto mostró que Union era una actriz principal. Pero primero, Union consiguió el papel de la novia del candidato al Oscar Will Smith en la película Bad Boys II, un éxito de taquilla que recaudó en bruto más de 273 millones de dólares por todo el mundo. Union entonces protagonizó con el ganador del Premio de Academia Jamie Foxx en la película Breaking All the Rules en 2004.
Unión protagonizó la serie Night Stalker de la cadena ABC en 2005. También ha actuado en películas de drama independientes como Neo-Ned y Constellation, la última de las cuales fue lanzada en los cines. Asimismo estuvo en la nueva versión 2005 de The Honeymooners con el cómico Cedric the Entertainer. En 2006, interpretó al interés amoroso de Busta Rhymes en el vídeo musical "I Love my Chick". También fue protagonista en las películas Daddy's Little Girls de Tyler Perry en 2007 (estrenada durante el Día de San Valentín) y la película navideña The Perfect Holiday que se estrenó el 12 de diciembre.
En una entrevista que dio a la revista Art Nouveau, Union se quejó de la carencia de papeles para actrices y actores negros en Hollywood: «Solía haber (papeles) expresamente escritos para negros, si usted supiera que Denzel hacía una película usted conocía a su esposa, el interés amoroso o muchacha iba a ser negro, pero ese ya no es necesariamente el caso. Usted está en aquel cuarto con cada actriz extraordinariamente talentosa de cada matiz, y esto es una pelea de perros, es difícil».
En 2008, Union apareció en Ugly Betty por tres episodios (36-38) como Renee, la hermana de Wilhelmina Slater (Vanessa L. Williams) y el interés amoroso de Daniel Meade (Eric Mabius). Ella también hizo un cameo en el vídeo musical para el tema "Miss Independent" de Ne-Yo.
Después se incorporó al elenco de la serie de TV Life por la NBC y apareció en cuatro episodios antes de la cancelación de la serie en mayo de 2009. Apareció interpretando uno de los personajes secundarios durante la primera y única temporada de la serie FlashForward, junto a John Cho y Joseph Fiennes, la cual se estrenó el 24 de septiembre de 2009.

## Activismo

### Política
En 2008, Union apoyó a Barack Obama en su campaña presidencial. Después de trabajar en el piloto fallido de Army Wives, Union fue nombrada por el presidente Obama para trabajar con el Comité Asesor Nacional para la Violencia contra las Mujeres. Obama la contactó específicamente después de enterarse de que el piloto había fracasado. Union participó en la iniciativa "Greater Together" de la campaña de Obama como parte de su campaña de reelección en 2012.
Union pidió al candidato presidencial republicano Mitt Romney que divulgue sus declaraciones de impuestos y certificado de nacimiento, y señaló que su padre, George W. Romney, había publicado sus propias declaraciones de impuestos mientras era candidato presidencial. La oficina del alcalde de Atlanta, Kasim Reed, anunció en noviembre de 2014 una campaña titulada "Take a Stand" y la comisión de un cortometraje con Union y Tika Sumpter. Fue nombrada en la lista de las 100 personas más influyentes de la revista Time en 2020. En el período previo a las elecciones presidenciales de 2020, Gabrielle alentó a los usuarios de Facebook a asegurarse de que tuvieran todo lo que necesitaban para hacer que su voto cuente al buscar VoteRiders, una organización nacional sin fines de lucro dedicada a garantizar que todos los ciudadanos puedan ejercer su derecho a votar.

## Vida personal
Union conoció al jugador de la NFL, Chris Howard, en una fiesta en 1999. Se casaron el 5 de mayo de 2001, y se separaron en octubre de 2005. El divorcio fue finalizado en 2006.[cita requerida]
En 2009, Union comenzó a salir con el jugador de la NBA, Dwyane Wade. Se casaron el 30 de agosto de 2014 en Miami, Florida, y ella se convirtió en madrastra de sus tres hijos. El 7 de noviembre de 2018, tuvieron su hija, Kaavia James Union Wade, quien nació por medio de maternidad subrogada, ya que ella había tenido problemas de infertilidad y abortos espontáneos.

## Filmografía

### Cine
| Año  | Película                   | Papel                                | Notas   |
| ---- | -------------------------- | ------------------------------------ | ------- |
| 1999 | She's All That             | Katarina "Katie" Darlingson          |         |
| 1999 | 10 Things I Hate About You | Chastity Church                      |         |
| 2000 | Love & Basketball          | Shawnee                              |         |
| 2000 | Bring It On                | lsis                                 |         |
| 2001 | The Brothers               | Denise Johnson                       |         |
| 2001 | Two Can Play That Game     | Conny Spalding                       |         |
| 2002 | Abandon                    | Amanda Luttrell                      |         |
| 2002 | Welcome to Collinwood      | Michelle                             |         |
| 2002 | Pluto Nash                 | Tess                                 |         |
| 2003 | Deliver Us from Eva        | Evangeline 'Eva' Dandrige            |         |
| 2003 | Cradle 2 the Grave         | Daria                                |         |
| 2003 | Bad Boys II                | Agente Especial Sydney "Syd" Burnett |         |
| 2003 | Ride or Die                | Mujer enmascarada                    |         |
| 2004 | Breakin' All the Rules     | Nicky Callas                         |         |
| 2005 | Neo Ned                    | Rachael                              |         |
| 2005 | The Honeymooners           | Alice Kramden                        |         |
| 2005 | Say Uncle                  | Elise Carter                         |         |
| 2006 | Recortes de mi vida        | Dorothy Ambrose                      |         |
| 2007 | Constellation              | Carmel Boxer                         |         |
| 2007 | Daddy's Little Girls       | Julia Rossmore                       |         |
| 2007 | The Box                    | Det. Cris Romano                     |         |
| 2007 | The Perfect Holiday        | Nancy Taylor                         |         |
| 2008 | Meet Dave                  | Número 3                             |         |
| 2008 | Cadillac Records           | Geneva Wade                          |         |
| 2009 | Body Politic               | Jessica                              |         |
| 2012 | Good Deeds                 | Natalie                              |         |
| 2012 | In Our Nature              | Vicki                                |         |
| 2012 | Think Like a Man           | Kristen                              |         |
| 2013 | Miss Dial                  | Llamador de larga historia           |         |
| 2013 | The Door                   | Ella                                 | Corto   |
| 2014 | Think Like a Man Too       | Kristen                              |         |
| 2014 | Top Five                   | Erica Long                           |         |
| 2016 | The Birth of a Nation      | Esther                               |         |
| 2016 | Almost Christmas           | Rachel Meyers                        |         |
| 2017 | Sleepless                  | Dena Smith                           |         |
| 2017 | Girls Trip                 | Ella misma                           |         |
| 2018 | The Public                 | Rebbeca Parks                        |         |
| 2018 | Breaking In                | Shaun Russell                        |         |
| 2023 | The Perfect Find           | Jenna                                | Netflix |
| 2024 | Space Cadet                | Pam Proctor                          |         |
| 2024 | Riff Raff                  | Sandy                                |         |

### Televisión
| Año       | Título                             | Personaje                                                 | Notas                                            |
| --------- | ---------------------------------- | --------------------------------------------------------- | ------------------------------------------------ |
| 1993      | Family Matters                     | Muchacha de centro comercial                              | Episodio: "Scenes from a Mall"                   |
| 1995-1996 | Saved by the Bell: The New Class   | Hilary / Jennifer                                         | 2 Episodios                                      |
| 1996      | Moesha                             | Ashli                                                     | Episodio: "Friends"                              |
| 1996      | Malibu Shores                      | Shannon Everette                                          | Episodio: "The Competitive Edge"                 |
| 1996      | Goode Behavior                     | Tracy Monaghan                                            | 3 Episodios                                      |
| 1996-1999 | 7th Heaven                         | Keesha Hamilton                                           | 5 Episodios                                      |
| 1997      | Smart Guy                          | Lydia                                                     | Episodio: "Don't Do That Thing You Do"           |
| 1997      | Dave's World                       | Carly                                                     | Episodio: "Oh Dad, Poor Dad"                     |
| 1997      | Hitz                               | Soul                                                      | Episodio: "The Godfather: Not the Movie"         |
| 1997      | Sister, Sister                     | Shawn / Vanessa                                           | 3 Episodios                                      |
| 1997      | City Guys                          | Katisha Grant                                             | Episodio: "The Date"                             |
| 1997      | Star Trek: Deep Space Nine         | N'Garen                                                   | Episodio: "Sons and Daughters"                   |
| 1998      | The Steve Harvey Show              | Naomi Parson                                              | Episodio: "The He-Man, Player-Hater's Club"      |
| 1998-1999 | Clueless                           | Lydia / Rebecca                                           | 2 Episodios                                      |
| 1999      | Grown Ups                          | Felicia                                                   | Episodio: "Pilot"                                |
| 1999      | H-E Double Hockey Sticks           | Gabrielle                                                 |                                                  |
| 2000      | ER                                 | Tamara Davis                                              | Episodio: "Family Matters"                       |
| 2000      | The Others                         | Lindsay                                                   | Episodio: "Theta"                                |
| 2000      | Zoe, Duncan, Jack & Jane           | Lana                                                      | Episodio: "Too Much Pressure"                    |
| 2000      | City of Angels                     | Dra. Courtney Ellis                                       | 11 Episodios                                     |
| 2001      | Close to Home                      | Gabby                                                     | Episodio piloto                                  |
| 2001      | Friends                            | Kristen Lang                                              | Episodio: "The One With The Cheap Wedding Dress" |
| 2003      | The Proud Family                   | Sunny Stevens / Iesha                                     | Voz. Episodio: "Hooray for Iesha"                |
| 2004      | The West Wing                      | Meeshel Anders                                            | Episodio: "The Benign Prerogative"               |
| 2004      | Something the Lord Made            | Clara Thomas                                              | Película de televisión                           |
| 2005      | Family Guy                         | Shauna Parks                                              | Voz. Episodio: "Peter's Got Woods"               |
| 2005-2006 | Night Stalker                      | Perri Reed                                                | 10 Episodios                                     |
| 2007      | Football Wives                     | Chardonnay Lane                                           | Episodio piloto                                  |
| 2008      | Ugly Betty                         | Renee Slater                                              | 3 Episodios                                      |
| 2009      | Life                               | Jane Seever                                               | 4 episodes                                       |
| 2009-2010 | FlashForward                       | Zoey Andata                                               | 9 Episodios                                      |
| 2010      | Army Wives                         | Gina Holt                                                 | Episodio: "Murder in Charleston"                 |
| 2011      | NTSF:SD:SUV                        | Sandy Canyons                                             | Episodio: "Tijuana, We've Got a Problem"         |
| 2012      | Half the Sky                       | Ella misma                                                | Documental                                       |
| 2013-2019 | Being Mary Jane                    | Mary Jane Paul                                            | Personaje principal                              |
| 2015      | With This Ring                     | Kitty                                                     | Película de televisión                           |
| 2015      | The Lion Guard: Return of the Roar | Nala                                                      | Voz. Película de televisión                      |
| 2016-2019 | The Lion Guard                     | Nala                                                      | Voz. 14 Episodios                                |
| 2019      | America's Got Talent               | Ella misma (juez)                                         | Temporada 14                                     |
| 2019-2020 | L.A.'s Finest                      | Agente especial / Detective Teniente Sydney "Syd" Burnett | Personaje principal                              |
| 2021      | A Black Lady Sketch Show           | Ella misma                                                | 1 Episodio                                       |

- The BET Honors - película de TV (2009)

### Vídeos musicales
| Año  | Título             | Artista                                    |
| ---- | ------------------ | ------------------------------------------ |
| 1999 | "15 Minutes"       | Marc Nelson                                |
| 2003 | "Paradise"         | LL Cool J featuring Amerie                 |
| 2006 | "I Love My Bitch"  | Busta Rhymes featuring will.i.am and Kelis |
| 2008 | "Miss Independent" | Ne-Yo                                      |
| 2011 | "Man Down"         | Rihanna                                    |

## Premios y nominaciones
- BET Awards
  - 2001, Best Supporting Actress: Bring It On (Ganadora)
- Image Awards
  - 2002, Best Supporting Actress: The Brothers (Nominada)
  - 2003, Mejor actriz (Nominada)
- Black Reel Awards
  - 2004, Mejor actriz (Nominada)
  - 2004, Mejor actriz: Deliver Us From Eva (Nominada)
  - 2004, Outstanding Actress in a Motion Picture: Deliver Us From Eva (Nominada)
  - 2004, Outstanding Supporting Actress in a Motion Picture: Bad Boys II (Nominada)
- Palm Beach Film Festival
  - 2005, Mejor actriz (Nominada)
  - 2005, Best Actress in a Musical or Comedy: Breakin' All the Rules (Nominada)
  - 2005, Best Supporting Actress in a TV Movie/Mini-Series: Something the Lord Made (Nominada)
  - 2005, Outstanding Actress in a Motion Picture: Breakin' All the Rules (Nominada)
  - 2005, Outstanding Actress in a TV Movie/Mini-Series: Something the Lord Made (Nominada)
  - 2006, Mejor actriz Neo Ned (Ganadora)
  - 2008, Best Ensemble: Cadillac Records (Ganadora)